# Richard Wolf (Oberst)
Richard Wolf (* 18. März 1894 in Simmern/Hunsrück; † 9. Mai 1972 in Nürnberg) war ein deutscher Oberst der Wehrmacht. Gegen Ende des Zweiten Weltkrieges leitete er als Kampfkommandant die Verteidigung der Städte Würzburg und Nürnberg.

## Leben
Im Laufe seiner Teilnahme als Freiwilliger am Ersten Weltkrieg wurde Wolf zum Leutnant der Reserve befördert und nach seiner Entlassung aus dem Militärdienst nach Kriegsende erst 1936 wieder als Hauptmann eines Infanterieregimentes reaktiviert.
Nach seiner Teilnahme am Westfeldzug wurde er im Oktober 1940 zum Major befördert. Nachdem er bereits seit Juni 1941 als Kommandeur des III. Bataillons des Infanterie-Regiments 208 der 79. Infanterie-Division am Russland-Feldzug beteiligt gewesen war, übernahm er am 9. März 1942 das Kommando über dieses Regiment. Am 1. April 1942 wurde Wolf zum Oberstleutnant, am 1. Dezember 1942 – zu diesem Zeitpunkt nahm er mit seinem Regiment an der Schlacht von Stalingrad teil – zum Oberst befördert. Aufgrund einer schweren Verwundung, die er am 23. Dezember erlitten hatte, wurde er aus dem Kessel ausgeflogen. Am 20. Januar 1943 erhielt er das Ritterkreuz des Eisernen Kreuzes.

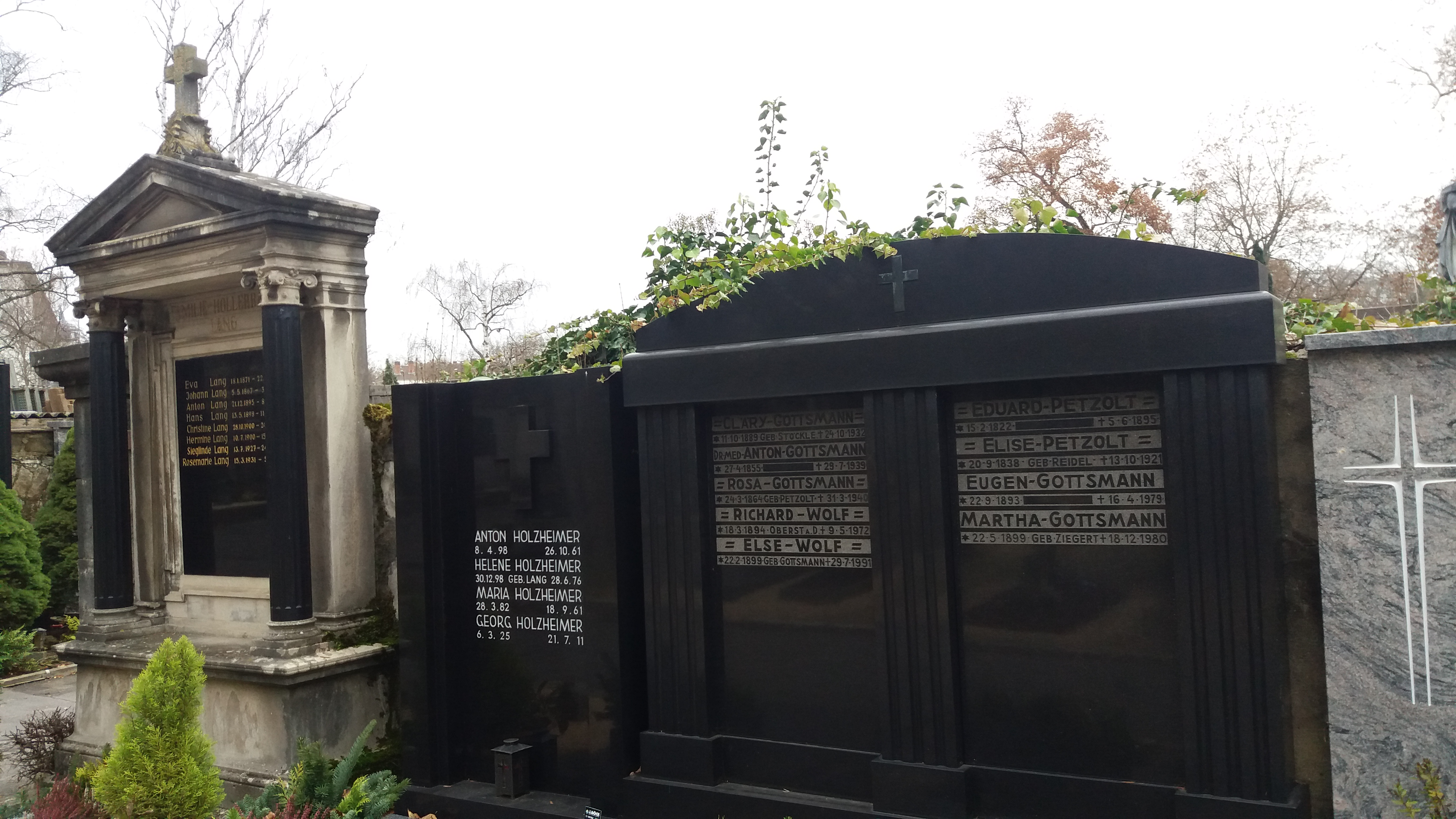
Wolfs Grab auf dem Hauptfriedhof Würzburg (Abteilung 2, Feld 3)

Nachdem er nach seiner Genesung verschiedene Brigaden geführt hatte, wurde Wolf in der Endphase des Zweiten Weltkrieges unter anderem als Kampfkommandant bei der Verteidigung der Städte Würzburg (bis 5./6. April 1945 gegen die 42. US-Infanteriedivision „Rainbow Division“) und Nürnberg (seit 15. April 1945) gegen die anrückenden US-amerikanischen Streitkräfte eingesetzt, wofür er das Eichenlaub zum Ritterkreuz des Eisernen Kreuzes erhielt. Er wurde nach der Schlacht um Nürnberg am Morgen des 21. April 1945 von amerikanischen Soldaten gefangen genommen, nachdem er am 20. April die Einstellung der Kampfhandlungen befohlen hatte.
Sein Mitwirken bei der Verteidigung der beiden Großstädte in Franken, wo er sich den Ruf eines skrupellosen Kommandanten erwarb, führte auf deutscher Seite zu etwa 1000 zivilen und militärischen Opfern in Würzburg und 700 in Nürnberg. Auf US-amerikanischer Seite kostete der Kampf um Würzburg rund 300, der um Nürnberg etwa 130 GIs das Leben. In anderen Städten Bayerns konnten durch rechtzeitige Kapitulationen viele Menschenleben bewahrt und Zerstörungen von Gebäuden und Infrastruktur verhindert werden.